# Теодора и Дидим
Свети мученици Теодора и Дидим су хришћански светитељи. За време владавине цара Галерија Максимијана у Александрији је живела девица Теодора. Као хришћанка Теодора је изведена на суд пред незнабошце. После дугог мучења за веру Христову наредио је кнез мучитељ, да се баци у блудилиште за војнике. Света Теодора се молила Богу, да је спасе и када се она молила, ушао је код ње војник по имену Дидим, рекао јој, да је и он хришћанин, обукао њу у своје војничко одело, а себе у њено женско. Тада је њу пустио да изађе, а он је остао у блудилишту. По том је ухваћен и изведен пред судију. Пред судијом је признао да је хришћанин и да је он спасао Теодору. Такође рекао је да је спреман за Христа умрети. Осуђен је на смрт и изведен на губилиште. Тада је дотрчала и Теодора до њега и узвикнула: "Иако си ти спасао моју част, ја нисам од тебе тражила да ме спасеш од смрти. Уступи мени смрт мученичку!" На то јој је свети Дидим одговорио: "Возљубљена сестро, не спречавај ме да умрем за Христа и крвљу мојом оперем грехе моје!" Чувши ову препирку незнабошци су обоје осудили на смрт, и обоје су посечени, а тела им спаљена у огњу. Пострадали су 304. године у Александрији.
Српска православна црква слави их 27. маја по црквеном, а 9. јуна по грегоријанском календару.